# Bud Shank

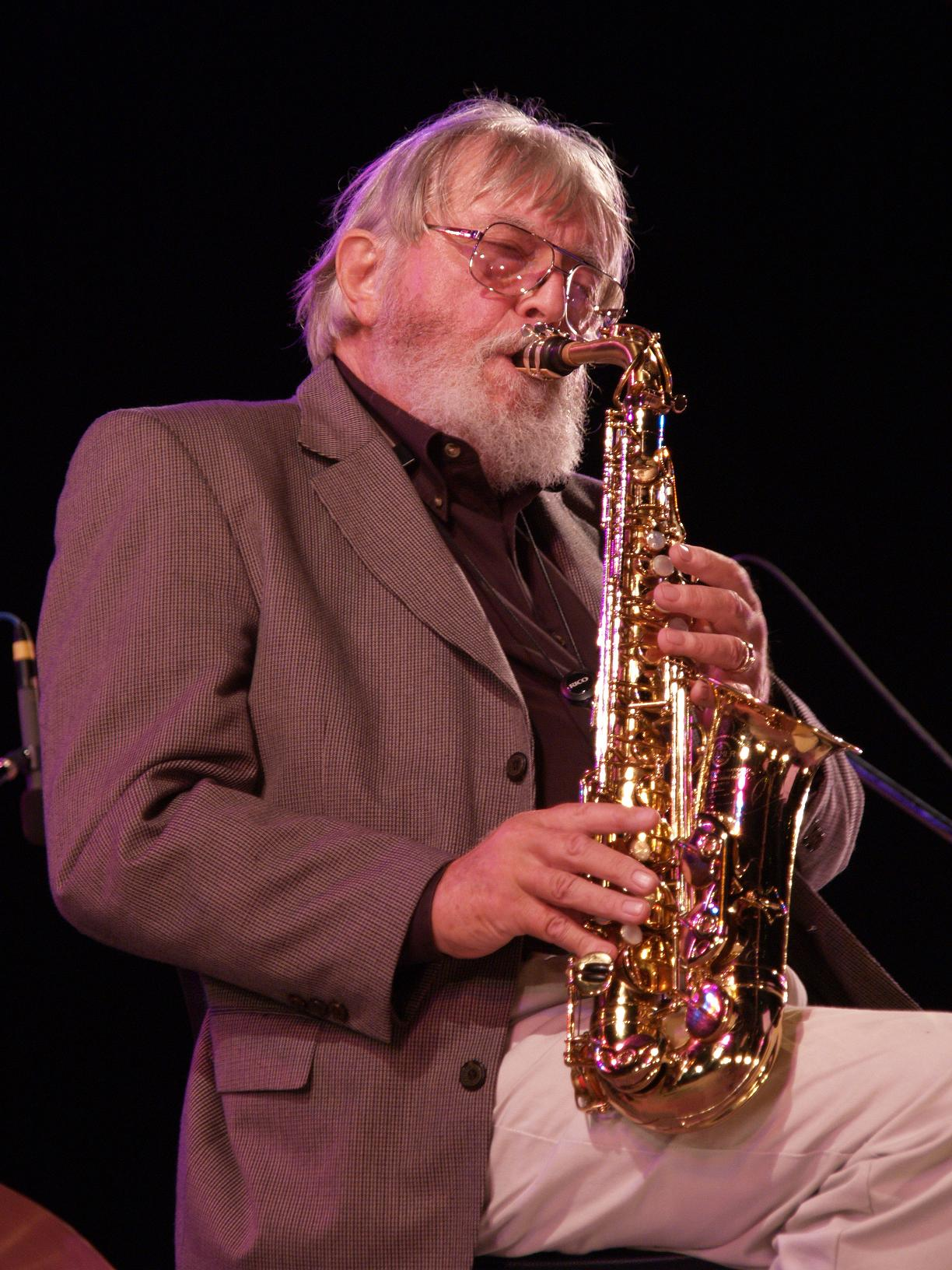
Bud Shank, 2005

Clifford Everett „Bud“ Shank (* 27. Mai 1926 in Dayton, Ohio; † 2. April 2009 in Tucson, Arizona) war ein US-amerikanischer Jazzmusiker (Alt- und Baritonsaxophon, Flöte, Arrangement).

## Leben
Shank lernte ab dem zehnten Lebensjahr Klarinette und ab dem vierzehnten Lebensjahr Saxophon. Nach dem Studium auf einem College in North Carolina ging er 1947 an die US-amerikanische Westküste und spielte zunächst bis 1948 auf dem Tenorsaxophon bei Charlie Barnet. Anschließend war er zwischen 1950 und 1951 bei Stan Kenton beschäftigt, wo er ein frühes Solo auf der Jazzflöte einspielte. Nach seinem Militärdienst nahm er 1953 mit Gerry Mulligans Tentett auf. Bei Shorty Rogers nahm er Kompositionsunterricht. Zwischen 1953 und 1956 war er festes Mitglied der Lighthouse All Stars und an deren Aufnahmen mit Chet Baker bzw. Miles Davis beteiligt; anschließend leitete er ein eigenes Quartett. Er trat auch mit Shorty Rogers, Pete Rugolo, Teddy Charles und June Christy auf; des Weiteren wirkte er bei Shorty Rogers’ Album Cool and Crazy (1953) mit. Mit Bob Cooper spielte er auch in vielen weiteren Projekten, etwa ihrem Konzeptalbum Flute and Oboe, bei Shelly Manne oder Maynard Ferguson. 1957 unternahmen die beiden Bläser eine Europatournee, auf der sie mit Attila Zoller, Albert Mangelsdorff und Gary Peacock spielten.
Ab Mitte der 1960er-Jahre verdiente er sein Geld als Studiomusiker und Filmkomponist, spielte auch Alben mit brasilianischer und Easy Listening Music etwa mit Sérgio Mendes ein, spielte das Flötensolo auf „California Dreamin’“ von den Mamas and Papas, trat aber dennoch gelegentlich im Jazzkontext auf. 1974 gründete er mit Ray Brown, Jeff Hamilton und Laurindo Almeida The L. A. 4, mit denen er über ein Jahrzehnt auftrat; Mitte der 1980er-Jahre ging er mit Shorty Rogers auf Europatournee, mit dem er auch 1991 die Lighthouse All Stars wiederbelebte. Shank hat sich auch an musikalischen Grenzüberschreitungen beteiligt und spielte bereits 1962 mit Ravi Shankar ebenso wie später mit dem japanischen Kotospieler Kimio Eto. An seiner Multi-Media-Aufführung „Lost Cathedral“ war auch Jay Clayton beteiligt.
Obgleich Shank in den 1950ern in Europa als Altist starke Beachtung fand, hat er damals seine vermutlich wichtigsten Beiträge auf der Flöte geleistet. Seine Phrasierung, seine Ausdruckskraft und sein geschmeidiger Klang auf dem Instrument sind insbesondere im Cool-Jazz-Kontext bemerkenswert. 1986 gab er dieses Instrument jedoch auf. War er in den 1950er Jahren auf dem Saxophon ein idealtypischer Vertreter des schlanken West-Coast-Klangs, so war sein Sound seit den 1980er Jahren durch rauere und vollere Töne gekennzeichnet.
In den letzten Jahren spielte er auch mit jüngeren Musikern wie Lewis Nash oder Cyrus Chestnut. 2005 gründete er die Bud Shank Big Band und 2007 veröffentlichte er mit Pianist Bill Mays das Album Beyond the Red Door. Noch am 1. April 2009 nahm er in San Diego ein neues Album auf.

## Diskographische Hinweise
- The Pacific Jazz Bud Shank Studio Session (1956–61) – (Mosaic – 1998) – 7 LPs oder 5 CDs mit Claude Williamson, Don Prell b, Chuck Flores, Jimmy Pratt dm, Larry Bunker, Al Hendrickson g, Jimmy Rowles, Joe Mondragon, Mel Lewis, Billy Bean, Gary Peacock, Carmell Jones, Dennis Budimir, Bob Cooper, Shelly Manne
- Lost in the Stars (Fresh Sound 1990 mit Lou Levy)
- Beyond the Red Door (Jazzed Media 2006 mit Bill Mays)